# José Arastey
José Arastey Eres (Masamagrell, España; 30 de junio de 1966) es un entrenador español. Actualmente es el director deportivo de las divisiones juveniles del Deportes Tolima de la Categoría Primera A.
Mientras dirigía al Valencia CF "Cadete B" Arastey formó un gran equipo con varios jugadores que llegaron a figurar a nivel mundial como: Isco Alarcón y Carles Gil.

## Trayectoria
Nacido en Massamagrell, Comunidad Valenciana, Arastey comenzó su carrera con el equipo juvenil de la UD Masamagrell de su ciudad. Luego trabajó en el CD San Lorenzo de Masamagrell y El Puig CE antes de unirse al equipo juvenil del Villarreal CF en 1999.
Posteriormente trabajó con el CF Torre Levante (donde también dirigió el primer equipo) y las categorías inferiores del Valencia CF antes de ser nombrado entrenador del Levante UD Femenino el 28 de julio de 2008. Abandonó el club al año siguiente y posteriormente, volvió a Valencia para hacerse cargo de la plantilla del Juvenil B.
En 2010 fue nombrado entrenador del Ribarroja CF en Tercera División. Fue despedido en marzo del año siguiente, y estuvo casi diez meses desempleado antes de unirse al organigrama juvenil del CD Eldense. Fue nombrado entrenador de este último club el 4 de julio, pero dimitió el 5 de noviembre.
En 2015 regresó a Torre Levante como entrenador de la escuadra Juvenil B, asumiendo el control del Juvenil A en diciembre. En junio de 2016, comenzó a trabajar con Ismael Rescalvo en Envigado FC en Colombia, mientras aún estaba a cargo del Torre Levante, pero renunció a la selección española el 1 de febrero de 2017.
En 2018 tras un breve período al frente del CF Atlético Moncadense, se trasladó a Envigado de forma permanente, inicialmente como técnico de la selección sub-20. En septiembre de 2019, fue nombrado entrenador interino del equipo principal de este último, siendo definitivamente designado gerente en diciembre.

## Clubes

### Como formador
| Club                       | País     | Año         |             |
| -------------------------- | -------- | ----------- | ----------- |
| Masamagrell                | España   | Desconocido | Desconocido |
| San Lorenzo de Masamagrell | España   | Desconocido | Desconocido |
| El Puig CE                 | España   | Desconocido | Desconocido |
| Villareal Juvenil "C"      | España   | 1999-2001   |             |
| Valencia Cadete "B"        | España   | 2009-2010   |             |
| Torre Levante Juvenil "B"  | España   | 2015        |             |
| Torre Levante Juvenil "A"  | España   | 2015-2017   |             |
| Envigado FC                | Colombia | 2018-2019   |             |
| Deportes Tolima            | Colombia | 2023-Act    |             |

### Como entrenador
| Club                | País     | Año       |
| ------------------- | -------- | --------- |
| Levante Femenino    | España   | 2008-2009 |
| Ribarroja CF        | España   | 2010-2011 |
| Eldense             | España   | 2012      |
| Atlético Moncadense | España   | 2018      |
| Envigado FC         | Colombia | 2019-2021 |
| Deportes Tolima     | Colombia | 2023      |

## Estadistícas como entrenador
Actualizado al último partido dirigido el día 17 de septiembre de 2023.
| Equipo                                    | Torneo              | Estadísticas Partidos | Estadísticas Partidos | Estadísticas Partidos | Estadísticas Partidos | Estadísticas Partidos |
| Equipo                                    | Torneo              | PD                    | PG                    | PE                    | PP                    | Efect                 |
| ----------------------------------------- | ------------------- | --------------------- | --------------------- | --------------------- | --------------------- | --------------------- |
| Levante Femenino · España                 |                     |                       |                       |                       |                       |                       |
| Primera División 2008-09                  | 15                  | 12                    | 1                     | 2                     | 82,22%                |                       |
| Total club                                | 15                  | 12                    | 1                     | 2                     | 82,22%                |                       |
| Envigado FC · Colombia                    |                     |                       |                       |                       |                       |                       |
| Primera División 2019                     | 8                   | 2                     | 4                     | 2                     | 41,67%                |                       |
| Primera División 2020                     | 20                  | 5                     | 8                     | 7                     | 38,33%                |                       |
| Copa Colombia 2020                        | 3                   | 2                     | 0                     | 1                     | 66,67%                |                       |
| Primera División 2021                     | 13                  | 2                     | 6                     | 6                     | 30,76%                |                       |
| Total club                                | 44                  | 11                    | 18                    | 16                    | 44,35%                |                       |
| Deportes Tolima · Colombia · (interino) · |                     |                       |                       |                       |                       |                       |
| Finalización 2023                         | 3                   | 1                     | 1                     | 1                     | 50%                   |                       |
| Total club                                | 3                   | 1                     | 1                     | 1                     | 50,00                 |                       |
| Total en su carrera                       | Total en su carrera | 62                    | 24                    | 20                    | 19                    | 50,00                 |